# Balneoclimaterica
Balneoclimaterica Sovata este o companie hotelieră din România care deține complexele de tratament Sovata și Lacul Roșu.
Este deținută de grupul hotelier ungar Danubius Hotels, și deține hotelurile Sovata, Făget și Brădet.
A fost privatizată în mai 2001, când APAPS a vândut firmei Salina Invest din Târgu Mureș 82,17% din capitalul Balneoclimaterica Sovata, printr-o tranzacție în valoare de 6,9 milioane dolari.
În anul 2007, grupul hotelier Danubius Hotels a devenit proprietarul unic al Salina Invest Târgu-Mureș.
În anul 2003, Balneoclimaterica Sovata a devenit proprietarul hotelului Brădet,
și a vândut hotelul Aluniș.
Număr de angajați în 2006: 240
Cifra de afaceri:
- 2007: 5,9 milioane euro[7].
- 2006: 5,2 milioane de euro[8]
- 2005: 3,2 milioane euro[9]